# SRWare Iron
SRWare Iron, o più semplicemente Iron, è un browser web open source basato sul codice sorgente di Chromium. È sviluppato da SRWare e mira principalmente a eliminare il monitoraggio che compromette la privacy nell'utilizzo di Google Chrome.
Iron viene fornito con alcune opzioni di privacy di Chromium attivate per impostazione predefinita e fornisce alcune funzionalità aggiuntive che lo distinguono da Google Chrome.

## Storia
Iron è stato pubblicato in versione beta il 18 settembre 2008, 16 giorni dopo la prima versione di Google Chrome. Il 26 maggio 2009 è uscita una versione pre-alpha di Iron per Linux e il 7 gennaio 2010 è stata pubblicata una versione beta per Mac OS.
Da allora sono uscite diverse versioni di Iron, con le nuove caratteristiche del codice di Chromium, incluso il supporto per i temi di Google Chrome e per le estensioni, in aggiunta all'integrazione di Adblocker ed un miglioramento al supporto per Linux.

## Caratteristiche
Utilizza WebKit e mira soprattutto ad eliminare l'uso di monitoraggio e di possibile violazione della privacy dovuta ad alcune funzionalità che la versione di Google Chrome include, quali ad esempio la connessione ai server di Google ogni volta che si digita qualcosa nella barra dell'indirizzo (per visualizzare i suggerimenti di ricerca) o che si traduce una pagina (l'indirizzo viene inviato all'azienda statunitense).
Inoltre Chrome assegna un numero univoco all'installazione del programma sul computer dell'utilizzatore, cosa che permette a Google di tenere traccia delle attività del singolo utente. Non mantiene comunicazioni con server di terzi. Tra le altre importanti novità che lo distinguono da Chrome è un built-in per il blocco della pubblicità.
Se un utente ha installato Chromium verrà eseguito solo Iron quando si tenta di accedere a Chromium. Inoltre Iron importa automaticamente tutti i dati (come segnalibri, cronologia, ecc.) da Chromium se installato.

## Differenze con Chrome
Le seguenti caratteristiche di Google Chrome non sono presenti in Iron:
- RLZ identifier, una stringa di codice inviata a Google insieme a tutte le interrogazioni fatte al browser[8] ogni 24 ore.

- L'accesso a Google Search come motore di ricerca standard[8][9].
- Un ID unico ("clientID") per identificare l'utente.
- Una marca temporale di quando il browser è stato installato.
- Pagine d'errore di Google quando un server non risponde.
- L'installazione automatica di Google Updater.
- La prelettura del DNS, perché potrebbe essere utilizzato da spammers.[10]
- Suggerimenti automatici nella barra degli indirizzi.
- Bug tracking system, manda informazioni riguardo agli errori.